# Гаджиев, Муртазали Серажутдинович
Муртазали́ Серажутди́нович Гаджи́ев (род. 5 февраля 1956, Махачкала, Дагестанская АССР, СССР) — советский и российский археолог, историк, специалист в области археологии, древней и средневековой истории Кавказа. Доктор исторических наук (2000), профессор (2007).

## Биография
Окончил среднюю школу № 4 в Махачкале. В 1973 году поступил на исторический факультет Дагестанского государственного университета. Будучи студентом, руководил студенческим научным обществом исторического факультета ДГУ, участвовал в региональных и всесоюзных археологических студенческих конференциях, с 1974 года принимал участие в раскопках Дербентской археологической экспедиции сначала как студент-практикант (1974—1978), затем как заместитель начальника экспедиции (1979—1991).
В 1978 году окончил ДГУ с отличием ДГУ и поступил в аспирантуру Института археологии АН СССР, где под руководством доктора исторических наук, профессора Светланы Александровны Плетнёвой подготовил кандидатскую диссертацию «Южный Дагестан в III—V вв.», защищённую в 1982 году.
С 1981 года работает в отделе археологии Института истории, археологии и этнографии Дагестанского федерального исследовательского центра РАН, сначала младшим научным сотрудником, потом научным сотрудником, старшим, ведущим научным сотрудником. В 2000 году защитил докторскую диссертацию «Древний город Дагестана. Опыт историко-топографического и социально-экономического анализа». В 2007 году был избран заведующим отделом археологии. В 2009—2015 годах являлся заместителем председателя Дагестанского научного центра РАН, с ноября 2015 года по ноябрь 2017 года — врио председателя ДНЦ РАН.
Женат, имеет двух сыновей.

## Научная деятельность
Научные интересы М. С. Гаджиева: археология, история, историческая география Дагестана, Кавказа античного и средневекового периодов, военно-политическая, градостроительная и фортификационная деятельность Сасанидов на Кавказе, история, археология, сфрагистика Кавказской Албании, история и археология Дербента, критика фальсификаторов истории и другое.
Гаджиев М. С. — автор 450 опубликованных научных работ, в том числе 6 монографий, учебника, 2 учебных пособий. В монографии "«Древний город Дагестана. Опыт историко-топографического и социально-экономического анализа» (М., 2002) им исследованы процессы становления и развития городов, полито- и классогенеза, формирования цивилизации в регионе. В монографии «Среднеперсидские надписи Дербента VI века» (М., 2006) и серии статей им изучены памятники среднеперсидской эпиграфики и строительно-знаковой системы Дербента VI в. н. э., памятники глиптики Сасанидского Ирана и Кавказской Албании. Значительное место в трудах М. С. Гаджиева отведено изучению истории, археологии и культуры Кавказской Албании — решению широкого спектра вопросов исторической географии, политической истории, экономики, изучению урбанизации, государственного устройств и права, сфрагистики и истории письменности и христианства этого древнейшего государства на Восточном Кавказе. Им, в частности, предложен новый взгляд на Кавказскую Албанию, как государственное образование и историко-географическую область Кавказа, обоснован конфедеративный характер её административно-государственного устройства, определено время и обстоятельства утверждения династии Аршакидов Албании, показаны влияние Сасанидского Ирана на процесс урбанизации, роль и место среднеперсидского языка и письма, противоборство зороастризма и христианства в Кавказской Албании и др.
Большой вклад внесен М. С. Гаджиевым в изучение памятников сасанидского градостроительства и фортификации на Восточном Кавказе и, прежде всего, монументального Дербентского оборонительного комплекса VI века и его составной части, выдающегося памятника оборонительной архитектуры — 42-километровой Горной стены. Под его руководством впервые проведены исследования на одном из крупнейших памятников сасанидского строительства на Кавказе — городище Торпах-кала, идентифицированном с царским городом Шахристан-и Йездигерд. Им выделены этапы городского и фортификационного строительства Сасанидов на Восточном Кавказе, обусловленные активизацией предкавказских кочевников, разработаны вопросы военно-политической истории региона в контексте изучения памятников оборонительной архитектуры.
М. С. Гаджиевым с соавторами в монографии «Страна маскутов в Западном Прикаспии: Курганные могильники Прикаспийского Дагестана III—V вв. н. э.» (2015) получила решение актуальная проблема этнокультурной принадлежности курганных некрополей Западного Прикаспия позднесарматского и гуннского периодов, освещены вопросы истории «царства маскутов», игравшего важную роль на политической арене Кавказа.
В 1996 г. М. С. Гаджиев возобновил и возглавил работу Дербентской археологической экспедиции, ведущую масштабные исследования в Дербенте и его обширной исторической округе. В результате этих работ, получивших известность и признание научного сообщества в нашей стране и за рубежом, выявлены и изучены уникальные археологические объекты, пролившие новый свет на актуальные проблемы и вопросы древней и средневековой истории и археологии Дагестана и Кавказа.
Гаджиев М. С. сочетает научную работу с педагогической. С начала 1990-х гг. читал спецкурсы по археологии на историческом факультете ДГУ, ведет археологическую практику студентов.
Член Научного совета по комплексным проблемам востоковедения РАН, Научно-методического совета по культурному наследию (секция археологии) при Министерстве культуры РФ, эксперт РАН, председатель Постоянного координационного комитета Международной конференции по археологии Северного Кавказа «Крупновские чтения». Являлся членом экспертного совета Отдела наук о человеке и обществе РФФИ, организатором международных научных конференций и семинаров. Выступал с докладами в Москве, Баку, Тбилиси, Ереване, Берлине, Будапеште, Женеве, Измире, Мюнстере, Оксфорде, Тель-Авиве, Тебризе и др. Является членом главным редактором журнала «Вестник Дагестанского научного центра», членом редколлегий и редсоветов журналов «Краткие сообщения Института археологии РАН», «История, археология и этнография Кавказа», «Iran and the Caucasus», «Нижневолжский археологический вестник», «Исламоведение».
Гаджиев М. С. — соавтор Государственного герба Республики Дагестан.

## Награды
- Почётное звание «Заслуженный деятель науки Республики Дагестан» (2003)
- Медаль «За доблестный труд (2025)[1]

## Основные работы
Книги
- Гаджиев М. С. Между Европой и Азией: Из истории торговых связей Дагестана в албано-сарматский период. Махачкала, 1997. 154 с.
- Гаджиев М. С. Древний город Дагестана: Опыт историко-топографического и социально-экономического анализа. М.: Восточная литература, 2002. 320 с.
- Гаджиев М. С., Касумова С.Ю. Среднеперсидские надписи Дербента VI века. М.: Восточная литература, 2006. 128 с., 81 ил.
- Гаджиев М. С., Кузнецов В. А., Чеченов И.М. История в зеркале паранауки: Критика современной этноцентристской историографии Северного Кавказа. М.: Институт этнологии и антропологии им. Н. Н. Миклухо-Маклая РАН, 2006. 300 с.
- Малашев В. Ю., Гаджиев М. С., Ильюков Л. С. Страна маскутов в Западном Прикаспии: Курганные могильники Прикаспийского Дагестана III—V вв. н. э. Махачкала: МавраевЪ, 2015. 460 с., 262 ил.
- Гаджиев М. С., Будайчиев А. Л., Абдуллаев А. М. Средневековые мусульманские погребальные памятники Дербента (по данным археологии). Махачкала: МавраевЪ, 2021. — 224 с., 148 ил.

Статьи
- К социальной интерпретации некоторых погребений Дагестана албанского времени // Древние культуры Северо-Восточного Кавказа. Махачкала, 1985. С. 44-58.
- О местоположении Варачана // Российская археология. 1995. № 2. С. 29-35.
- Две бронзовые статуэтки из Дагестана (к хронологии культовой пластики) // Российская археология. 1997. № 2. С. 222—228.
- Письменность Кавказской Албании: факты и фальсификации // Современное состояние и перспективы развития исторической науки Дагестана и Северного Кавказа. Материалы научной конференции. Махачкала, 1998. С. 66-82.
- Лпиния (исторические факты, локализация, этническая принадлежность) // Дагестан в эпоху Великого переселения народов (этногенетические исследования). Махачкала, 1998. С. 7-42.
- Блеф о святом Георгии, или Христос — сын Тенгри-хана (об очередной фальсификации истории и культуры тюрков) // Этническая история тюркских народов Сибири и сопредельных регионов. Омск, 1998. С. 132—137.
- Шаракунский клад (Дагестан) // Древности Северного Кавказа. М.: ИА РАН, 1999. С. 152—160.
- Новые находки и топография среднеперсидских надписей Дербента // Вестник древней истории. № 2. 2000. С. 116—129.
- К изучению земледелия Кавказской Албании // Проблемы истории, филологии, культуры. Вып. VIII. М.-Магнитогорск, 2000. С. 332—343.
- Миссия епископа Исраела и вопросы исторической географии Кавказской Албании // Северный Кавказ: Историко-археологические очерки и заметки. МИАР. Вып. 3. М.: ИА РАН, 2001. С.162-170.
- Kudrjavcev A.A., Gadžiev M.S. Archäologische Unterwasseruntersuchungen an der Küste von Darband // Archäologische Mitteilungen aus Iran und Turan. Bd. 33. Berlin, 2001. S. 333—356.
- Gadžiev M.S., Kudrjavcev A.A. Steinmetzzeichen des 6. Jahrhunderts n. Chr. in Darband // Archäologische Mitteilungen aus Iran und Turan. Band 33. Berlin, 2001. S. 357—390.
- Из истории открытия среднеперсидских надписей Дербента (к 280-летию изучения дербентской эпиграфики) // Восток (Oriens). № 5. 2002. С. 42-53.
- Gadjiev M.S., Shikhsaidov A.R. The Darband-nāma on Hārūn Al-Rashīd and a Newly Discovered Arabic Inscription from A.H. 176 // Manuscripta Orientalia. International Journal for Oriental Manuscript Research. Vol. 8. No. 3. 2002, p. 3-10.
- Гемма-печать царя Албании Асвагена // Вестник древней истории. 2003. № 1. С. 102—119.
- Сасанидские геммы со среднеперсидскими надписями из Дагестана // Проблемы древней истории и культуры Северного Кавказа. М.: ИА РАН, 2004. С. 100—117.
- Атрибуция геммы-печати Великого католикоса Албании и Баласакана и вопрос очередности патриаршества владык Албанской церкви // Проблемы истории, филологии, культуры. Вып. XIV. 2004. С. 465—479.
- Из истории создания кавказско-албанской письменности: некоторые спорные моменты // Вестник Института истории, археологии и этнографии. № 2. Махачкала, 2005. С. 49-58.
- Археологические исследования в зоне Дербента: некоторые итоги // Вестник Российского гуманитарного научного фонда. № 4. М., 2005. С. 157—168.
- Interpretation of a Bronze Figurine of Warrior from Gigatl’ (Daghestan) // Ērān ud Anērān. Studies Presented to Boris Il’ič Maršak on the Occasion of His 70th birthday. Ed. by M. Compareti, P. Raffetta, G. Scarcia. Cafoscarina, 2006. P. 199—215.
- Определение абсолютной даты строительства цитадели и северной городской стены Дербента и произведенных трудозатрат (интерпретация среднеперсидской надписи № 3) // Вестник Института истории, археологии и этнографии. № 1. 2006. С. 77-94.
- К изучению права Кавказской Албании // Проблемы истории, филологии, культуры. Вып. XVI/1. 2006. С. 243—258.
- О Каспийском походе императора Нерона // Северный Кавказ и мир кочевников в раннем железном веке. Сборник памяти М. П. Абрамовой. М.: ИА РАН, 2007. С. 498—511.
- Дербент: новейшие открытия археологов // Вопросы истории, литературы, искусства. № 4. М., 2007. С. 20-32.
- Зороастрийский погребальный комплекс близ Дербента // Российская археология. № 4. 2007. С. 51-63.
- Writing of Caucasian Albania: Facts and Falsifications // Selective Remembrances: Archaeology in the Construction, Commemoration, and Consecration of National Pasts. Ed. by Ph. L. Kohl, M. Kozelsky and N. Ben-Yehuda. Chicago: The University of Chicago Press, 2007. P. 99-126.
- Gadjiev M., Kohl Ph., Magomedov R. Mythologizing the Remote Past for Political Purposes in the Northern Caucasus // Caucasus Paradigms. Anthropologies, Histories and the Making of a World Area. Ed. by Bruce Grant and Yalçin-Heckmann. Halle Studies in the Anthropology of Eurasia. Vol. 13. Max Plank Institute for Social Anthropology. Berlin, 2007. P. 119—141.
- К изучению письменной культуры Кавказской Албании // Горизонты современного гуманитарного знания. К 80-летию академика Г. Г. Гамзатова. Сб. статей М., 2008. С. 697—705.
- Гаджиев М. С., Магомедов Р. Г. Торпах-кала — Куро-аракское поселение и Сасанидское городище в Южном Дагестане // Археология Кавказа и Ближнего Востока. Сборник к 80-летию чл.-корр. РАН, проф. Р. М. Мунчаева. М., 2008. С. 276—297.
- Gadjiev M. On the Construction Date of the Derbend Fortification Complex // Iran and the Caucasus. Vol. 12. No. 1. 2008. P. 1-15.
- Bab al-Qiyama: a Medieval Cultic Site in Derbend // Islam and Sufism in Daghestan. Ed. by Moshe Gammer. (Annales Academiæ Scientiarum Fennicæ. Humaniora. Vol. 352). Helsinki, 2009. P. 29-39.
- Археологические раскопки — реалити-шоу? // Российская археология. № 4. 2009. С. 172—174.
- Баб ал-кийама — средневековое мусульманское культовое место в Дербенте // Дагестан и мусульманский Восток. Сб. статей в честь проф. А. Р. Шихсаидова. М.: Марджани, 2010. С. 20-37.
- Гаджиев М. С., Бакушев М. А. Резной деревянный столик первых веков н. э. из окрестностей Карабудахкента (Дагестан) // Исследования первобытной археологии Евразии. Сб. статей к 60-летию чл.-корр. РАН Х. А. Амирханова. Махачкала, 2010. С. 352—364.
- On Interpretation of Derbent’s Mason Marks // Traditional Marking Systems: A Preliminary Survey. Ed. by J. Evans Pim; S.A. Yatsenko and O. Perrin. London; Dover: Dunkling Books, 2010. P. 147—178.
- К этнокарте Северо-Западного Прикаспия в позднесарматский период (в контексте сообщения Хоренаци о походе хазир и басил в 216 г.) // Нижневолжский археологический вестник. Вып. 11. Волгоград, 2010. С. 69-78.
- «Албанская книга» и её роль в сложении лезгинской этноцентристской мифологии // Актуальное прошлое: наука и общество. Фальсификация исторических источников и конструирование этнократических мифов. М., 2011. С. 187—197.
- О функционировании оборонительной системы Даг-бары в арабский период // Исламоведение. № 3. 2012. С. 93-107.
- Градостроительная и фортификfционная деятельность Сасанидов на Восточном Кавказе // Город и степь в контактной евроазиатской зоне. Материалы III Международной научной конференции, посвященная 75-летию со дня рождения Г. А. Федорова-Давыдова (1931—2000). М., 2013. С. 58-64.
- Хумара: некоторые строительные параллели и проблема датировки укреплений // Очерки средневековой археологии Кавказа. К 85-летию В. А. Кузнецова. М.: ИА РАН, 2013. С. 51-65.
- Кавказская Албания и Дагестан: историко-географический и административно-политический аспекты // Albania Caucasica. Вып. 1. Отв. ред. и сост. А. К. Аликберов, М. С. Гаджиев. М.: ИВ РАН, 2015. С. 28-40.
- Хронология Аршакидов Албании // Albania Caucasica. Вып. 1. Отв. ред. и сост. А. К. Аликберов, М. С. Гаджиев. М.: ИВ РАН, 2015. С. 68-75.
- К интерпретации сведений о создании письменности Кавказской Албании // Albania Caucasica. Вып. 1. Отв. ред. и сост. А. К. Аликберов, М. С. Гаджиев. М.: ИВ РАН, 2015. С. 177—188.
- On the History of Writing in Caucasian Albania // Written Culture in Daghestan. Ed. by Moshe Gammer. (Annales Academiæ Scientiarum Fennicæ. Humaniora. Vol. 369). Sastamala: Vammalan Kirjapaino Oy, 2015. Р. 41-54.
- Гаджиев М. С., Шихсаидов А. Р., Аликберов А.К. Арабские эпиграфические памятники XI—XII вв. новооткрытого мусульманского ритуально-обрядового комплекса в Дербенте // Ars Islamica: в честь С. М. Прозорова. / Сост. и отв. ред. М. Б. Пиотровский, А. К. Аликберов. М.: Наука — Вост. лит., 2016. С. 796—818.
- Опыт интерпретации знаков строителей Дербента // Степи Восточной Европы в средние века. Сб. статей памяти С. А. Плетневой. М.: ИА РАН, 2016. С. 81-114.
- Construction Activities of Kavād I in Caucasian Albania // Iran and the Caucasus. Vol. 21.2. 2017. P. 121—131.
- Гаджиев М. С., Давудов Ш.О. Об одной группе раннесредневековых металлических зеркал Дагестана // Проблемы истории, филологии, культуры. № 4. 2018. С. 153—164.
- A Burial of 915 A.H. at the Walls of Derbent // Iran and the Caucasus. 2019. Vol. 23.2. Р. 139—144.
- The Chronology of the Arsacid Albanians // From Caucasian Albania to Arrān: The East Caucasus between Antiquity and Medieval Islam (c. 300 BCE — 1000 AD). Ed. by Robert G. Hoyland. Piscataway: Gorgias Press, 2020. P. 29-35.
- The Mission of Bishop Israyĕl in the Context of Historical Geography of Caucasian Albania // From Caucasian Albania to Arrān: The East Caucasus between Antiquity and Medieval Islam (c. 300 BCE — 1000 AD). Ed. by Robert G. Hoyland. Piscataway: Gorgias Press, 2020. P. 101—120.
- Гаджиев М. С., Бакушев М. А., Борисов А. В., Рябогина Н.Е. О миграционных и демографических процессах на территории Дагестана в албано-сарматский и раннесредневековый периоды // Stratum plus. № 4. 2020. С. 309—324.
- Armenia and the Land of the Mazkut‘ (3rd-5th Centuries AD): Written Sources and Archaeological Data // Electrum. Vol. 28. Ancient Armenia in Context: the Kingdom of Greater Armenia and Its Neighbours. 2021. P. 207—219.
- Подземное крестообразное сооружение в цитадели Дербента: церковь ли? Pro et contra // История, археология и этнография Кавказа. Т. 17. № 3. 2021. С. 684—720.
- The Role and Place of the Middle Persian Language and Writing in Caucasian Albania // Восток (Oriens). № 5. 2021. С. 59-70.
- Maskut Kingdom and Hun Empire: Written Sources and Archaeological Data // Attila’s Europe? Structural transformation and strategies of success in the European Hun period. Ed. by Zs. Rácz and G. Szenthe. Budapest: Hungarian National Museum, Eötvös Loránd University, 2021. C. 213—222.
- Эпиграфические памятники Дербента: открытия XXI века (к 300-летию изучения) // Эпиграфика Востока. 2021. Т. XXXVI. С. 7-15.
- Гаджиев М. С., Гасанов М. А. Саркофагообразный надмогильный памятник с куфической надписью мусульманского некрополя Дербента XI—XII вв. // Материалы по археологии и истории античного и средневекового Причерноморья. № 13. 2021. С. 942—953.